# George Michael
George Michael, geboren als Georgios Kyriacos Panayiotou (Grieks: Γεώργιος Κυριάκος Παναγιώτου) (East Finchley (Londen), 25 juni 1963 – Goring-on-Thames, 25 december 2016), was een Brits popzanger, liedjesschrijver en muziekproducent.
Michael was een van de succesvolste zangers uit de jaren 80 en 90 van de twintigste eeuw. Hij won twee Grammy's en verkocht meer dan 100 miljoen platen wereldwijd. Hij was de meest gespeelde artiest op de Britse radio in de periode 1984-2004.

## Biografie
George Michael werd geboren als Georgios Kyriacos Panagiotou op 25 juni 1963 in East Finchley, Londen. Zijn vader, Kyriacos Panagiotou (bijgenaamd "Jack"), was een Grieks-Cypriotische restauranthouder die in de jaren vijftig naar Engeland emigreerde. Zijn moeder, Lesley Angold (geboren Harrison), was een Engelse danseres. In juni 2008 vertelde Michael de Los Angeles Times dat zijn grootmoeder van moeders zijde Joods was, maar ze trouwde met een niet-joodse man en voedde haar kinderen op zonder kennis van hun Joodse achtergrond vanwege haar angst tijdens de Tweede Wereldoorlog. Michael bracht het grootste deel van zijn jeugd door in Kingsbury, Londen, in het huis dat zijn ouders kort na zijn geboorte kochten; hij ging naar Roe Green Junior School en Kingsbury High School. Zijn zussen zijn Yioda (1958) en Melanie (1960-2019). Michael begon zijn carrière met het oprichten van de ska-band The Executive, samen met zijn beste vrienden Andrew Ridgeley, Paul Ridgeley, Andrew Leaver en David Mortimer. Deze band was echter geen lang leven beschoren.

### Wham!
In 1981, toen hij Wham! oprichtte met Andrew Ridgeley, begon het succes voor Michael. Het eerste album, Fantastic, belandde in 1983 in zijn thuisland op de eerste plaats. In Nederland behaalde het een achtste positie in de Album Top 100. Diverse uitgebrachte singles van dit album behaalden in het Verenigd Koninkrijk een plek in de top tien, waaronder Young Guns, Wham Rap! en Club Tropicana. Het tweede album Make It Big bereikte de top van de hitlijsten in de Verenigde Staten en Nederland. De van dit album afgeleide single Wake Me Up Before You Go-Go werd nummer 1 in het Verenigd Koninkrijk en de Verenigde Staten. De single Careless Whisper (1984) bereikte de eerste plek in de hitlijsten van bijna vijfentwintig landen. Deze single was tevens de eerste die hij solo uitbracht. Het album The Final stond twee weken bovenaan in de Nederlandse Album Top 100. Ook zong Michael mee met de Band Aid-hit Do They Know It's Christmas? In het nummer Nikita van Elton John neemt Michael de achtergrondzang voor zijn rekening, alsmede op het eerste soloalbum van zijn vaste bassist, Deon Estus.
Na de afscheidssingle Edge of Heaven ging Wham! in 1986 uit elkaar, met een afscheidsconcert in een uitverkocht Wembley Stadion.

### Solocarrière

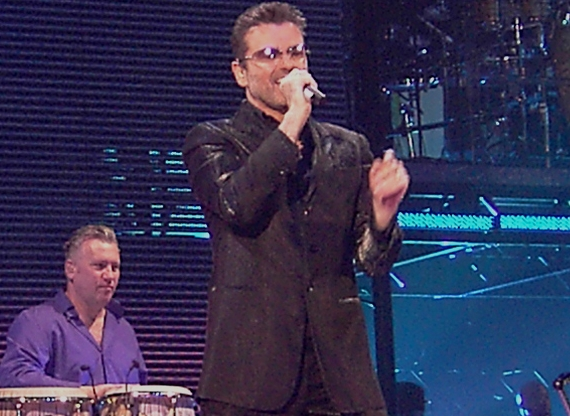
Tijdens een concert in München, 2006

Michael wilde zich richten op een wat volwassener publiek dan de tienermeisjes die hij aantrok in zijn tijd met Wham! Hij vervolgde de ingeslagen weg van Careless Whisper met A Different Corner (1986) en nam een duet op met soul-icoon Aretha Franklin, I Knew You Were Waiting (for Me), een grote hit in 1987. Het nummer behaalde de eerste positie in de wekelijkse hitlijsten in Nederland, maar ook in de Billboard Hot 100 in de Verenigde Staten en in het Verenigd Koninkrijk. Met I Knew You Were Waiting (for Me) won George ook een Grammy Award in 1988.

#### Faith
Het eerste soloalbum van Michael was Faith. De eerste single, I Want Your Sex, werd door veel radiozenders genegeerd vanwege het suggestieve onderwerp. Het nummer werd desondanks (misschien zelfs dankzij) een grote hit. In Nederland werd het lied niet geboycot en stond het drie weken bovenaan in de Top 40.
De tweede single, het titelnummer Faith, werd uitgebracht in oktober 1987, een paar weken voor de uitgave van het album. Het nummer werd een van de bekendste nummers van Michael, het stond zes weken op de eerste plaats in de Nederlandse Top 40. De intro van Faith is een stukje uit het Wham!-nummer Freedom, langzaam gespeeld op een kerkorgel.
Ook drie andere singles van het album behaalden in Nederland de top 10; Father Figure kwam tot plek twee, One More Try behaalde de vierde plaats en Monkey schopte het tot zes. Kissing a Fool werd de eerste single van het album die in Nederland niet in de top 10 kwam, maar bleef steken op dertien.

#### Listen Without Prejudice Vol. 1
Listen Without Prejudice Vol. 1 ("luister zonder vooroordeel") kwam op de markt in september 1990. Na het enorme succes van voorganger Faith probeerde Michael met dit album een nieuw imago voor zichzelf te creëren. De titel is een indicatie van zijn wens om meer serieus genomen te worden als songwriter. Er werd geen promotie gemaakt voor het album en er waren ook geen videoclips bij de singles.
De eerste single van het album werd Praying for Time (augustus 1990), een somber nummer en deed niet veel in de hitlijsten. De tweede single werd Waiting for That Day, dat weinig aandacht kreeg. De Top 40 werd door dit nummer niet gehaald.
De volgende single werd Freedom '90, de enige single van dat album met een bijbehorende videoclip. Het nummer was een bekennend project van Michael dat de betrekkelijkheid liet zien van zijn eerdere imago met Wham! en Faith. Michael zelf verscheen niet in de clip, die geregisseerd werd door David Fincher. In plaats daarvan werd een aantal van zijn vriendinnen, onder wie Naomi Campbell, Linda Evangelista, Christy Turlington, Tatjana Patitz en Cindy Crawford, ingezet om delen van de teksten in de clip te playbacken. In de clip werden demonstratief enkele symbolen uit de Faith-tijd met explosieven opgeblazen (gefilmd met hi-speed/slow-motioncamera's) waaronder het leren BSA-jack, de gitaar en de jukebox.

#### Listen Without Prejudice Vol. 2
Tijdens de Cover to Cover Tour in 1991 zong Michael samen met Elton John het nummer Don't Let the Sun Go Down on Me, een single oorspronkelijk uit 1974, van Elton John alleen. Het nummer werd nu als duet opnieuw uitgebracht en werd een enorme hit wereldwijd.
Ondertussen werd het album Listen Without Prejudice Vol. 2 geschrapt om onduidelijke redenen, ook al is het aannemelijk dat het kwam door de strubbelingen tussen de zanger en zijn platenlabel Sony. De maatschappij had de release van zijn tweede album niet volledig ondersteund door het ontbreken van de videoclips.
In plaats van het album werd de single Too Funky uitgebracht door het label Epic Records in de lente van 1992. Tekstueel een simpel nummer, een dierlijk pleidooi van Michael voor de seks. Muzikaal was het nummer het meest uptemponummer sinds Faith. Het verscheen op het album Red Hot + Dance dat door de internationale organisatie Red Hot (fighting AIDS through pop culture) werd uitgebracht. Ook verscheen het op zijn "best of"-albums uit 1998 en 2006. In de bijbehorende videoclip speelt Michael een regisseur die een aantal modellen filmt, waaronder Linda Evangelista, Tyra Banks, Beverly Peele en Nadja Auermann.

#### Five Live
Michael trad op tijdens het Freddie Mercury Tribute Concert, een eerbetoon aan de overleden zanger van Queen. Michael stal de show met zijn versie van Somebody to Love.
Five Live is een album uit 1993, met daarop vijf nummers gezongen door Michael, Queen en Lisa Stansfield. Somebody to Love en These Are the Days of Our Lives waren opgenomen bij het concert. Killer, Papa Was a Rollin' Stone en Calling You zijn liveoptredens van Michael tijdens zijn Cover to Cover Tour.

#### Rechtszaak tegen Sony
Tijdens zijn optreden op het Freddie Mercury Tribute wist Michael al dat zijn Braziliaanse vriend Anselmo Feleppa terminaal ziek was. In maart 1993 overleed deze aan een aan aids gerelateerde hersenbloeding. Michael stopte achttien maanden met het schrijven van teksten en ging door een diepe depressie.
Hij stopte al zijn woede in een rechtszaak tegen Sony, over zijn contract. Volgens zijn advocaten was Michael niet alleen slachtoffer van een oneerlijk contract, maar ook van een industrie waar de macht aan een kleine groep toebehoort, in het nadeel van artiesten. Sony had als tegenargument dat Michael een bindend contract had getekend. George Michaels advocaat Mark Cran gaf als verdediging dat Michael bij het ondertekenen van het contract – hij was toen achttien jaar – te jong was om de consequenties te kunnen overzien. De uitspraak was in het nadeel van Michael. Daarom verklaarde de zanger dat hij geen nieuw materiaal zou uitbrengen aangezien hij aan het minimale aantal verplichtingen jegens Sony zou hebben voldaan.

#### Older

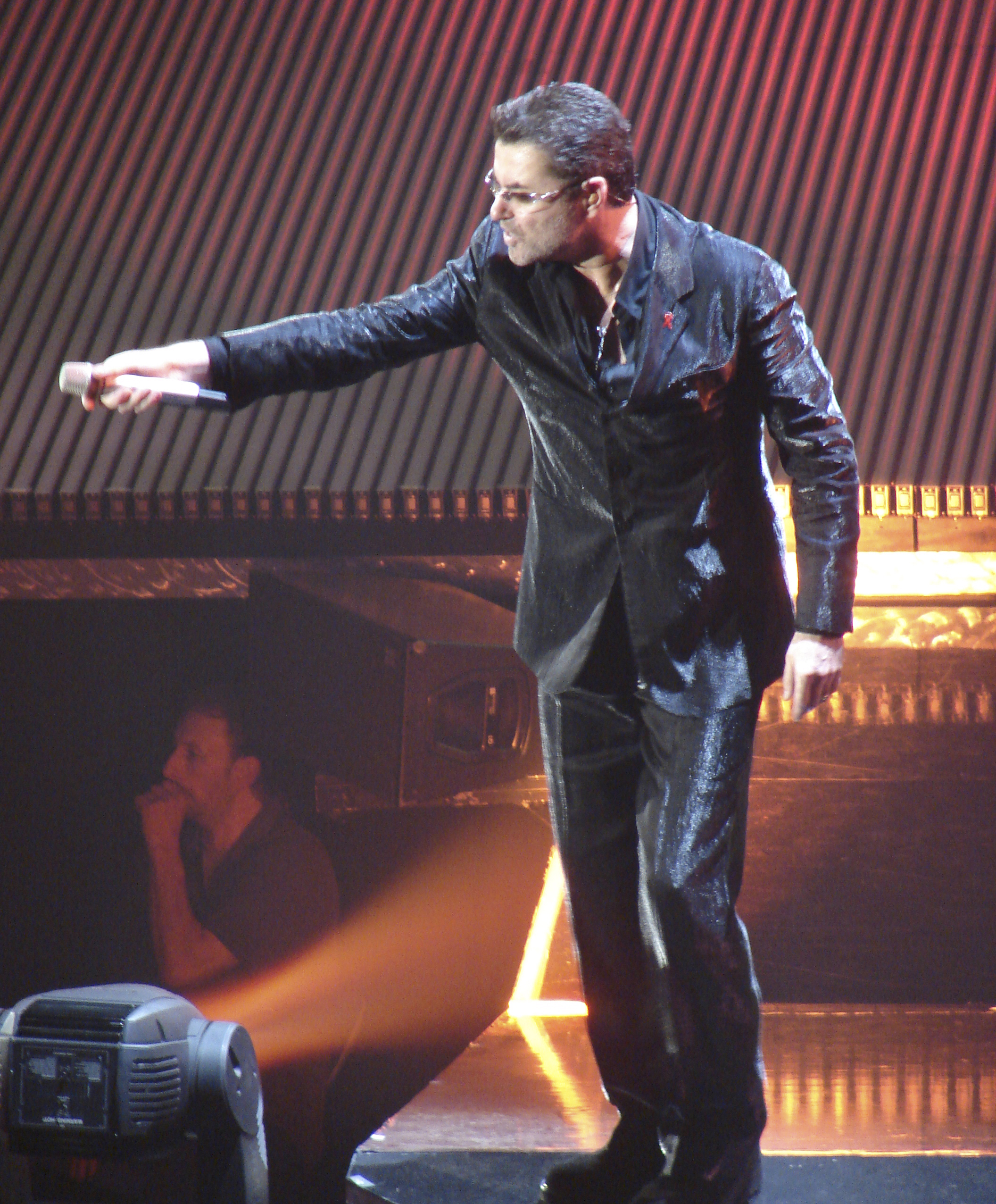
George Michael tijdens een optreden in Antwerpen

November 1994, tijdens de eerste editie van de MTV Europe Music Awards, kwam Michael weer met nieuw materiaal. Het nummer Jesus to a Child was een ode aan zijn Braziliaanse vriend Anselmo. Door de rechtszaak met Sony kon Michael geen nieuw materiaal uitbrengen bij Epic. Het label DreamWorks maakte echter een deal met Sony, waardoor Michael met een nieuw label verder ging. Jesus to a Child werd de eerste van zes singles van het album Older.
Als tweede single werd Fastlove uitgebracht, een energiek nummer over het verlangen naar bevrediging en voldoening zonder tegenprestatie. Het nummer viel op omdat een refrein ontbrak en vanwege de futuristische videoclip. Na de twee singles werd het album Older uitgebracht, tien jaar na de opheffing van Wham!. Het album behaalde de eerste plaats in de Nederlandse Album Top 100, het tweede album van drie soloalbums dat dit voor elkaar kreeg (Listen Without Prejudice kwam tot nummer 2). Het album bracht Michael een MTV Video Music Award voor Fastlove en een MTV Europe Music Award voor beste mannelijke artiest in 1997.

#### Ladies & Gentlemen: The Best of George Michael
Ladies & Gentlemen: The Best of George Michael is een greatest hits-collectie uit 1998. Het album bevat 29 nummers, verdeeld over twee cd's. De eerste cd, "For the Heart", bevat de meeste ballads, terwijl op cd 2, "For the Feet", voornamelijk zijn dansnummers te vinden zijn.
Ook zijn er drie duetten opgenomen die niet eerder op een album van Michael verschenen, te weten I Knew You Were Waiting for Me (met Aretha Franklin), Don't Let the Sun Go Down on Me (met Elton John) en Desafinado, een Portugees duet met de Braziliaanse zangeres Astrud Gilberto.
Er waren ook enkele nieuwe nummers bij. Daarvan werd Outside de eerste single. Het nummer geeft een humoristische kijk op zijn arrestatie, kort ervoor, voor het 'provoceren' van een (undercover) politieagent in een openbaar toilet. Het nummer behaalde de elfde positie in de Top 40.
As, een duet met Mary J. Blige werd de tweede single en behaalde de zevende plaats in de Nederlandse Top 40. Ofschoon de "Born Again Christian" Blige en haar Amerikaanse platenmaatschappij oordeelden dat associatie met een openlijk homoseksuele en controversiële popster niet goed zou zijn voor haar carrière, liet ze zich wel positief uit over homoseksuelen. Het nummer verscheen desondanks niet op haar album No More Drama.

#### Overige albums

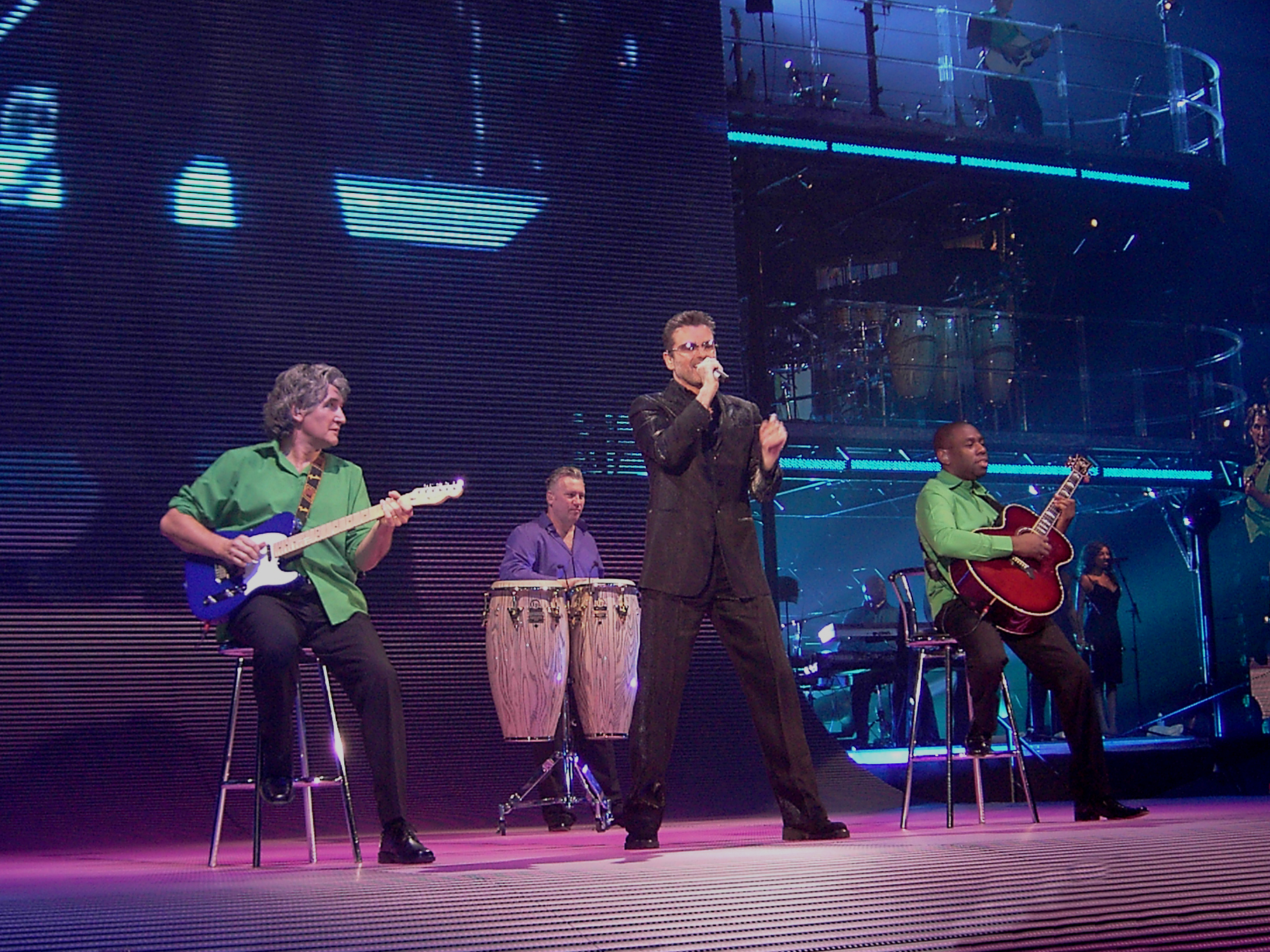
Tijdens een concert in München, 2006

Op het album Songs from the Last Century uit 1999 zette Michael alleen covernummers, door hem gezongen. Songs from the Last Century bevat nummers geschreven door de grootste componisten uit de afgelopen honderd jaar zoals Roxanne (geschreven door Sting). Het album werd uitgegeven door Virgin Records en geproduceerd door Michael zelf met behulp van Phil Ramone.
In 2004 verscheen het album Patience, zijn eerste met origineel materiaal sinds 1996. De single Shoot the Dog was een kritisch nummer over de Irakoorlog. In de videoclip wordt Tony Blair neergezet als een hond die zijn baasje George W. Bush overal volgt. Om het album te promoten verscheen Michael in The Oprah Winfrey Show, zijn eerste tv-optreden in meer dan 10 jaar. In de show praatte hij over zijn arrestatie, zijn homoseksualiteit en zijn terugkeer in de spotlights. Ook trad hij op met het nummer Amazing, afkomstig van het album Patience.
Zijn album Twenty Five, waarmee de 25ste verjaardag van zijn muziekcarrière werd gevierd, bevatte zijn grootste hits. Het album werd uitgegeven in november 2006. Het bevat solonummers, maar ook werk uit de Wham!-tijd. Het bevat 26 nummers, inclusief vier Wham!-liedjes en drie nieuwe nummers: An Easier Affair, This Is Not Real Love (een duet met Mutya Buena) en Heal the Pain (een duet met Paul McCartney).
In 2014 kwam zijn laatste album uit, Symphonica, met vooral live gezongen liedjes van zijn wereldtournee van 2011/2012.

#### "Carpool Karaoke"
In 2011 nam Michael samen met de Britse komiek James Corden een sketch op voor de inzamelingsactie Red Nose Day van Comic Relief. In deze sketch zongen Corden (als het personage Smithy uit Gavin & Stacey) en Michael liedjes van de zanger, terwijl ze in een auto door Londen reden. Vanaf 2015 gebruikte Corden dit idee in het populaire item Carpool Karaoke in zijn Amerikaanse talkshow The Late Late Show with James Corden.

### Persoonlijk leven

#### Homoseksualiteit
Tot zijn publieke coming-out in 1997 liet George Michael zich niet in het openbaar uit over zijn seksuele geaardheid. Hij zei daar later over dat hij zelf nooit ook maar enig moreel probleem met zijn geaardheid had gehad, maar dat hij simpelweg zijn moeder niet ongerust wilde maken, in een tijd dat homoseksualiteit en aids vaak nog onlosmakelijk met elkaar verbonden leken. Bovendien vond hij dat hij, voor de goede verstaander, al duidelijk genoeg was in zijn werk, en wilde hij lange tijd niet toegeven aan de in zijn ogen misplaatste, opdringerige nieuwsgierigheid van de roddelpers.
In zijn vriendenkring was zijn geaardheid wel al veel eerder bekend. Zo vertelde hij reeds begin jaren tachtig aan Wham!-collega Andrew Ridgeley dat hij op mannen viel. Toch dacht hij nog lange tijd dat hij biseksueel was, en deelde hij het bed in die jaren meer met vrouwen dan met mannen. Pas begin jaren negentig had hij zijn eerste serieuze relatie met een man, de Braziliaanse modeontwerper Anselmo Feleppa. Het was deze relatie, zo verklaarde hij later, die hem deed beseffen dat zijn gevoelens voor mannen toch echt veel diepgaander waren dan die voor vrouwen, wat ertoe leidde dat hij zichzelf vanaf dat moment definitief zag als een homoseksuele man.
In april 1992 gaf hij volgens velen een van zijn beste optredens ooit, op het Freddie Mercury Tribute Concert for Aids Awareness, georganiseerd ter nagedachtenis van de enige maanden daarvoor aan aids overleden Queen-zanger. Op dat moment wist hij ironisch genoeg ook nog maar net enkele maanden dat Feleppa aan diezelfde, toen nog vaak dodelijke ziekte leed. Het feit dat hij dit verdriet met niemand kon delen maakte hem, zo vertelde hij later, eenzamer dan ooit: "I couldn't go through it with my family because I didn't know how to share it with them – they didn't even know I was gay. I couldn't tell my closest friends, because Anselmo didn't want me to. So I'm standing on stage, paying tribute to one of my childhood idols who died of that disease... the isolation was just crazy." In maart 1993 bezweek Feleppa uiteindelijk aan de gevolgen van aids. Een dag later vertelde een aangeslagen, verwarde Michael zijn ouders dan toch eindelijk over zijn voorkeur voor mannen.
Anderhalf jaar na Feleppa's dood schreef hij het nummer Jesus to a Child, als een ode aan zijn gestorven geliefde. Het nummer markeerde, zoals hij later zelf verklaarde, het einde van een pijnlijke rouwperiode waarin hij tot weinig in staat was. Intussen namen, mede door de toespelingen in dit nummer, de geruchten omtrent Michaels vermeende homoseksualiteit almaar toe. Uiteindelijk besloot hij zich dan toch publiekelijk uit te spreken over zijn liefdesleven, en gaf hij in november 1997 een interview aan de Engelse krant The Mirror. In dit gesprek was hij buitengewoon openhartig over wat zijn relatie met Feleppa voor hem betekend had. Enkele dagen later kopte de homonieuwssite Gay Today dan ook in niet mis te verstane koeienletters: "GEORGE MICHAEL COMES OUT!"

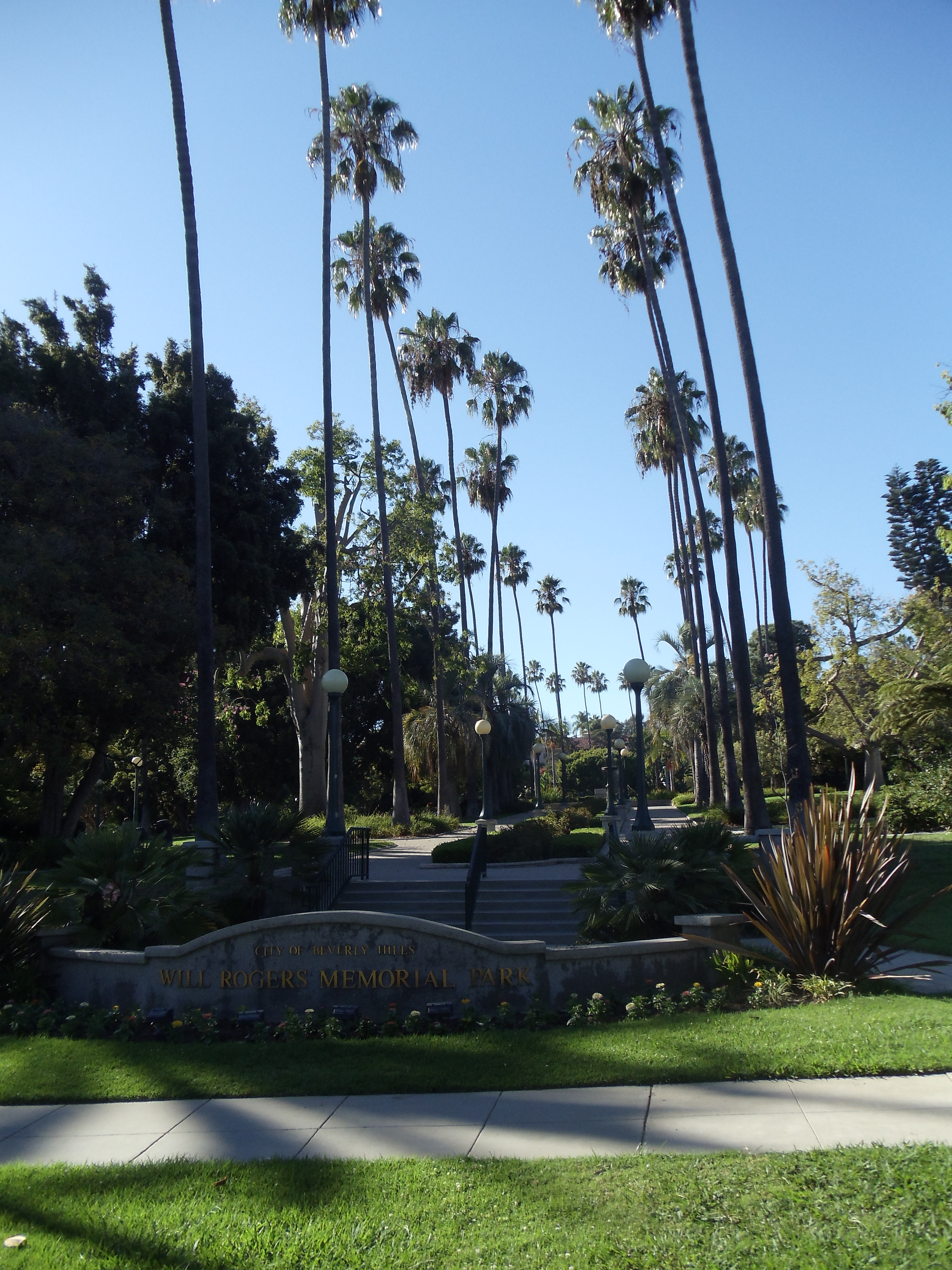
Het Will Rogers Memorial Park in Beverly Hills, waar George Michael op 7 april 1998 werd gearresteerd.

Nog geen half jaar later, in april 1998, werd Michael gearresteerd voor een "ontuchtige handeling" in een openbaar toilet in een park in Beverly Hills, Californië, daartoe, althans in zijn eigen lezing, uitgelokt door een undercoveragent. Het gênante voorval werd direct wereldnieuws. Michael besloot van meet af aan het schandaal met opgeheven hoofd tegemoet te treden en zich niet te verstoppen voor de pers. Reeds enkele dagen na het incident gaf hij een interview aan nieuwszender CNN, waarin hij verklaarde dat hij in die specifieke situatie weliswaar roekeloos en dwaas gehandeld had, maar dat hij los daarvan een trotse, zelfbewuste homoseksueel was, die zich totaal niet schaamde voor zijn geaardheid.
De zanger werd een maand later veroordeeld tot een boete van 810 dollar, 80 uur taakstraf en het zoeken van psychologische hulp. Door het hele voorval met de nodige ironie te benaderen nam hij zijn critici handig de wind uit de zeilen. Zo beschreef hij in een interview met muziekzender MTV, in november 1998, de gebeurtenis als volgt: "I got followed into the restroom and then this cop -- I didn't know it was a cop, obviously -- he started playing this game, which I think is called, 'I'll show you mine, you show me yours, and then when you show me yours, I'm going to nick you'", om met gespeelde verbazing te vervolgen: "If someone's waving their genitalia at you, you don't automatically assume that they're an officer of the law..."
Maar hij liet het niet bij interviews alleen. Datzelfde najaar kwam hij met een nieuwe single, Outside, die, met de bijbehorende videoclip, overduidelijk gebaseerd was op deze affaire. In de gedurfde, bewust provocerende clip stak hij genadeloos de draak met zowel zichzelf als met de in zijn ogen benepen seksuele moraal van die tijd: de video begint als een parodie op een Scandinavische pornofilm, toont beelden van een discotheek vol opzichtig glinsterende urinoirs, bevat menig verwijzing naar publieke seks en eindigt met twee zoenende politiemannen.
Het is wellicht deze brutale, doortastende reactie van Michael op zijn arrestatie geweest die ertoe geleid heeft dat deze gebeurtenis sindsdien door vrijwel iedereen herinnerd wordt als Michaels plotselinge, noodgedwongen coming-out, tot in de vele necrologieën die bij zijn dood verschenen aan toe. Niets is echter minder waar, zijn eigenlijke coming-out was reeds een half jaar eerder, in het eerdergenoemde interview in The Mirror. Toch hield zelfs Michael zelf, om onduidelijke redenen, deze wijdverbreide mythe in stand, door meermalen, nog jaren na het incident, te verklaren dat hij deze gênante confrontatie in het toilet "subconsciously deliberate" (onderbewust en opzettelijk tegelijk) had opgezocht, om eindelijk af te zijn van alle geheimzinnigheid rond zijn geaardheid en voortaan volledig zichzelf te kunnen zijn.
Zijn aanvankelijke terughoudendheid omtrent zijn liefdesleven leverde Michael reeds in de jaren tachtig de woede van collega-artiest Boy George op. De toenmalige zanger van Culture Club nam het hem zeer kwalijk dat hij zich maar al te makkelijk het imago van vrouwenversierder liet aanleunen, en dat hij niet openlijk voor zijn homoseksualiteit uitkwam. Nog in 2005 verweet Boy George hem in het geniep "rond te hebben gehangen in publieke toiletten, als een soort van vooroorlogse homoseksueel".
Hoe het ook zij, sinds zijn al dan niet gedwongen coming-out was Michael in elk geval openhartiger dan ooit tevoren over zijn relaties met mannen, of het nu ging om serieuze, langdurige relaties, vluchtige sekscontacten ("Mannen blijven hun leven lang jagers, maar homo's hebben hun vrijheid wat dat betreft nou eenmaal beter geregeld dan hetero's") of zelfs de betaalde liefde ("You don't pay an escort for sex. What you really pay an escort for is to leave after the sex"). Hij groeide uit tot een prominent voorvechter van homorechten, die zich, juist ook in de Verenigde Staten, ondubbelzinnig uitsprak voor het homohuwelijk en tegen de zogeheten conversietherapie, een behandeling bedoeld om tieners van hun homoseksualiteit te "genezen", iets dat in zijn ogen niets anders dan een ernstige vorm van marteling was. En toen hij in 2006 opnieuw in het nieuws kwam vanwege het cruisen naar anonieme seks, dit keer in Londen, zei hij hier geen enkel probleem meer mee te hebben. Hij was de schaamte definitief voorbij, en wilde graag een voorbeeld zijn voor jonge homo's, als een expliciete, zich voor niets of niemand verontschuldigende homoseksueel, die tegelijkertijd al decennialang zeer succesvol was in de muziekindustrie. Een volop praktiserende, uitgesproken promiscue homoseksueel ook, die een open relatie met zijn toenmalige partner had, in tegenstelling tot de ongevaarlijke, seksloze homo's die de Britse tv-kijker volgens hem maar al te vaak voorgeschoteld kreeg: "Gay people in the media are doing what makes straight people comfortable, and automatically my response to that is to say I'm a dirty filthy fucker and if you can't deal with it, you can't deal with it."

#### Drugs
Michael heeft toegegeven zware drugs te hebben gebruikt. In februari 2006 werd hij gearresteerd omdat hij onder invloed van drank en harddrugs achter het stuur zat, iets wat hij zelf "mijn eigen stomme schuld" noemde. In mei van dat jaar was het weer raak. De zanger lag te slapen op het stuur van zijn auto en ontwaakte pas nadat iemand vijf minuten lang op zijn raam klopte. De zanger reed door en raakte een paal. In oktober 2006 werd de zanger in Londen buiten bewustzijn gevonden in zijn auto, waardoor hij een verkeersopstopping veroorzaakte. Hij werd meegenomen naar het ziekenhuis voor onderzoek, waarna hij naar het politiebureau werd gebracht. Later werd hij gearresteerd vanwege het bezit van cannabis. Hij kreeg in juni 2007 een rijontzegging van twee jaar en een taakstraf. In augustus 2009 reed hij zijn Range Rover total loss, maar dit keer was er geen sprake van alcohol of drugs.
Op 4 juli 2010 's nachts reed hij in een auto, onder invloed van drugs, tegen de voorgevel van een filiaal van de fotoketen Snappy Snaps. Hiervoor werd hij op 14 september dat jaar veroordeeld tot een gevangenisstraf van acht weken, waarvan vier weken voorwaardelijk, een rijontzegging van vijf jaar en een geldboete van 1365 Engelse pond. Zijn celstraf ging onmiddellijk in. Hij zat vast in de Highpoint Prison in het Engelse graafschap Suffolk en op 11 oktober werd hij weer vrijgelaten.

#### Humanitair werk
In 1984 zong hij als onderdeel van Band Aid mee met de kerstsingle Do They Know It's Christmas? Een gedeelte van de opbrengst ging naar het verlichten van de hongersnood in Ethiopië. Met 3,7 miljoen verkochte singles werd het de best verkochte single in het Verenigd Koninkrijk, totdat Elton John die positie in 1997 overnam met zijn heruitgave van Candle in the Wind. George Michael trad onder meer met Elton John op tijdens Live Aid in 1985. Het geld dat hij overhield aan zijn single Last Christmas schonk hij eveneens aan Band Aid.
In 1986 zong George Michael bij het liefdadigheidsconcert van de The Prince's Trust het lied Everytime You Go Away met Paul Young. In 1988 deed hij in het Londense Wembley stadion mee aan het eerbetoon ter gelegenheid van Nelson Mandela's zeventigste verjaardag en trad op met het nummer Sexual Healing (van Marvin Gaye, 1982).
George Michael voerde campagne voor Lgbt-rechten en was een hiv/aids-fondsenwerver. De royalty's die hij ontving voor het met Elton John zingen van Johns lied Don't Let the Sun Go Down on Me werden verdeeld over tien liefdadigheidsfondsen voor kinderen, aids en opvoeding. In 2003 deed hij mee aan een campagne voor terminaal zieke kinderen.
Kort na zijn overlijden maakte Dame Esther Rantzen, oprichtster en president van Childline, bekend dat hij haar liefdadigheidsfonds bij leven "miljoenen" had geschonken. De opbrengst van zijn in 1996 opgenomen single Jesus to a Child gaf hij ook aan deze organisatie.

#### Politiek
Michael nam regelmatig publiekelijk een politiek standpunt in. In de jaren 80 was Michael kritisch over het beleid van de Britse premier Margaret Thatcher aangaande de kruisraketten. Hij zei zich slecht te voelen belasting te moeten betalen om die wapens te bekostigen. Ook het nummer Shoot the Dog was een kritisch nummer over politiek. In 2003 nam Michael een liveversie van het nummer The Grave (Don McLean) op, als protest tegen de oorlog in Irak.

#### Woningen
George Michael bezat verschillende huizen, op verschillende plaatsen in de wereld, waaronder Londen, Los Angeles en een zestiende-eeuws huis in Goring-on-Thames in het Engelse graafschap Oxfordshire. Eerder had hij ook een huis in Dallas, Texas.

#### Gezondheid
Op 26 oktober 2011 annuleerde hij een voorstelling in de Londense Royal Albert Hall vanwege een virusinfectie. Op 21 november dat jaar werd hij kort voor een optreden in Wenen met borstpijnen opgenomen in een plaatselijk ziekenhuis. Hij bleek een longontsteking te hebben. Die nacht verergerde zijn gezondheidstoestand, waarna alle resterende concerten van dat jaar afgelast werden. Tot 1 december verbleef hij op de afdeling intensive care. Onder meer werd er bij hem een luchtpijpsnede aangebracht. Op 21 december verliet hij het ziekenhuis.
Op 16 mei 2013 liep hij bij een auto-ongeval hoofdletsel op en werd hij per helikopter naar een ziekenhuis gebracht. Achteraf beweerde hij een bijna-doodervaring te hebben gehad. Na zijn herstel maakte hij hierover het nummer White Light.

#### Overlijden
George Michael werd op 25 december 2016 in zijn huis te Goring-on-Thames door zijn partner dood in bed aangetroffen. Bij de uitwendige lijkschouwing werden geen verdachte omstandigheden aangetroffen. De politie verordonneerde vervolgens een inwendige lijkschouwing om de doodsoorzaak vast te stellen. Op 7 maart 2017 maakte de senior coroner de definitieve conclusie van die uitgebreidere autopsie bekend, namelijk dat Michael een natuurlijke dood gestorven was. De officiële doodsoorzaak bleek een gedilateerde cardiomyopathie in combinatie met een myocarditis en een leververvetting te zijn. De plaatselijke politie liet weten dat ze het onderzoek naar Michaels dood daarmee als afgesloten beschouwde.
Op woensdag 29 maart 2017 werd hij pas begraven. De uitvaart vond in besloten kring plaats. Hij werd bij zijn moeder begraven op de Highgate Cemetery in Londen.

## Discografie
Michael stond negen keer op de eerste plaats in de Nederlandse Top 40: tweemaal als onderdeel van het duo Wham!, viermaal als soloartiest, tweemaal in duet met een andere artiest en eenmaal met het liefdadigheidscollectief Band Aid.

### Albums
| Album met eventuele hitnotering(en) in de Nederlandse Album Top 100 | Datum van verschijnen | Datum van binnenkomst | Hoogste positie | Aantal weken | Opmerkingen                                     |
| ------------------------------------------------------------------- | --------------------- | --------------------- | --------------- | ------------ | ----------------------------------------------- |
| Faith                                                               | 01-11-1987            | 14-11-1987            | 1 (5wk)         | 76           | Platina                                         |
| Listen Without Prejudice volume 1                                   | 03-09-1990            | 15-09-1990            | 2               | 54           | Platina                                         |
| Five Live                                                           | 19-04-1993            | 01-05-1993            | 2               | 29           | met Queen en Lisa Stansfield / Livealbum / Goud |
| Older                                                               | 13-05-1996            | 25-05-1996            | 1 (2wk)         | 93           | Platina                                         |
| Ladies & Gentlemen: The Best of George Michael                      | 09-11-1998            | 21-11-1998            | 1 (1wk)         | 67           | Verzamelalbum / 2x Platina                      |
| Songs from the Last Century                                         | 06-12-1999            | 18-12-1999            | 6               | 16           |                                                 |
| Patience                                                            | 15-03-2004            | 20-03-2004            | 1 (1wk)         | 28           | Goud                                            |
| Twenty Five                                                         | 10-11-2006            | 18-11-2006            | 2               | 35           | Verzamelalbum / Goud                            |
| Faith - Special Edition                                             | 28-01-2011            | 05-02-2011            | 26              | 2            |                                                 |
| Symphonica                                                          | 14-03-2014            | 22-03-2014            | 2               | 16           |                                                 |
| Listen Without Prejudice Vol. 1 / MTV Unplugged                     | 20-10-2017            | 28-10-2017            | 6               | 13           | Heruitgave 2017                                 |

| Album met hitnotering(en) in de Vlaamse Ultratop 200 albums | Datum van verschijnen | Datum van binnenkomst | Hoogste positie | Aantal weken | Opmerkingen            |
| ----------------------------------------------------------- | --------------------- | --------------------- | --------------- | ------------ | ---------------------- |
| Older                                                       | 13-05-1996            | 25-05-1996            | 3               | 27           |                        |
| Ladies & gentlemen - the best of George Michael             | 09-11-1998            | 14-11-1998            | 2               | 34           | Verzamelalbum          |
| Songs from the last century                                 | 06-12-1999            | 18-12-1999            | 11              | 14           |                        |
| Patience                                                    | 15-03-2004            | 20-03-2004            | 5 (2wk)         | 23           |                        |
| Twenty five                                                 | 10-11-2006            | 18-11-2006            | 2               | 22           | Verzamelalbum          |
| Faith                                                       | 30-10-1987            | 05-02-2011            | 33              | 4            |                        |
| Symphonica                                                  | 14-03-2014            | 29-03-2014            | 3 (2wk)         | 24           |                        |
| Listen without prejudice vol. 1 / MTV unplugged             | 20-10-2017            | 28-10-2017            | 4               | 24           | Heruitgave 2017        |
| Last Christmas                                              | 08-11-2019            | 16-11-2019            | 74              | 3            | met Wham! / Soundtrack |

### Singles
| Single met eventuele hitnotering(en) in de Nederlandse Top 40 | Datum van verschijnen | Datum van binnenkomst | Hoogste positie | Aantal weken | Opmerkingen                                                           |
| ------------------------------------------------------------- | --------------------- | --------------------- | --------------- | ------------ | --------------------------------------------------------------------- |
| Careless Whisper                                              | 1984                  | 25-08-1984            | 1 (5wk)         | 15           | Nr. 1 in de Single Top 100 / Platina                                  |
| Do They Know It's Christmas?                                  | 1984                  | 15-12-1984            | 1 (3wk)         | 9            | Als onderdeel van Band Aid / Nr. 1 in de Single Top 100 / Alarmschijf |
| A Different Corner                                            | 1986                  | 05-04-1986            | 1 (1wk)         | 14           | Nr. 2 in de Single Top 100 / Alarmschijf / Platina                    |
| I Knew You Were Waiting (for Me)                              | 23-01-1987            | 07-02-1987            | 1 (3wk)         | 11           | met Aretha Franklin / Nr. 1 in de Single Top 100 / Goud               |
| I Want Your Sex                                               | 1987                  | 13-06-1987            | 1 (3wk)         | 12           | Nr. 1 in de Single Top 100 / Alarmschijf / Goud                       |
| Faith                                                         | 1987                  | 24-10-1987            | 1 (6wk)         | 13           | Nr. 1 in de Single Top 100 / Alarmschijf / Platina                    |
| Father Figure                                                 | 1988                  | 16-01-1988            | 2               | 9            | Nr. 2 in de Single Top 100 / Alarmschijf                              |
| One More Try                                                  | 1988                  | 23-04-1988            | 4               | 11           | Nr. 4 in de Single Top 100                                            |
| Monkey                                                        | 1988                  | 23-07-1988            | 6               | 7            | Nr. 7 in de Single Top 100                                            |
| Kissing a Fool                                                | 1988                  | 26-11-1988            | 13              | 7            | Nr. 13 in de Single Top 100                                           |
| Praying for Time                                              | 1990                  | 01-09-1990            | 10              | 7            | Nr. 11 in de Single Top 100                                           |
| Freedom '90                                                   | 1990                  | 03-11-1990            | 8               | 6            | Nr. 15 in de Single Top 100                                           |
| Heal the Pain                                                 | 1991                  | 02-03-1991            | 16              | 5            | Nr. 25 in de Single Top 100                                           |
| Cowboys and Angels                                            | 1991                  | 27-04-1991            | 15              | 5            | Nr. 20 in de Single Top 100                                           |
| Waiting for That Day                                          | 1991                  | -                     |                 |              | Nr. 79 in de Single Top 100                                           |
| Don't Let the Sun Go Down on Me (Live)                        | 21-11-1991            | 14-12-1991            | 1 (8wk)         | 16           | met Elton John / Nr. 1 in de Single Top 100 / Platina                 |
| Too Funky                                                     | 1992                  | 20-06-1992            | 3               | 8            | Nr. 3 in de Single Top 100                                            |
| Somebody to Love (Live)                                       | 1993                  | 01-05-1993            | 5               | 10           | met Queen / Nr. 6 in de Single Top 100                                |
| I'm Your Man                                                  | 1995                  | 19-08-1995            | tip16           | -            | met Lisa Moorish / Nr. 49 in de Single Top 100                        |
| Jesus to a Child                                              | 02-01-1996            | 20-01-1996            | 3               | 7            | Nr. 2 in de Single Top 100 / Alarmschijf                              |
| Fastlove                                                      | 19-04-1996            | 04-05-1996            | 14              | 7            | Nr. 12 in de Single Top 100                                           |
| Spinning the Wheel                                            | 14-08-1996            | 07-09-1996            | 31              | 3            | Nr. 24 in de Single Top 100                                           |
| Older                                                         | 1997                  | 01-02-1997            | 29              | 2            | Nr. 46 in de Single Top 100                                           |
| Star People '97                                               | 24-04-1997            | 17-05-1997            | 24              | 3            | Nr. 40 in de Single Top 100                                           |
| You Have Been Loved                                           | 1997                  | 27-09-1997            | 21              | 3            | Nr. 44 in de Single Top 100                                           |
| Outside                                                       | 26-10-1998            | 31-10-1998            | 11              | 7            | Nr. 14 in de Single Top 100                                           |
| As                                                            | 10-12-1998            | 20-03-1999            | 7               | 12           | met Mary J. Blige / Nr. 9 in de Single Top 100 / Alarmschijf          |
| If I Told You That                                            | 2000                  | 27-05-2000            | 19              | 7            | met Whitney Houston / Nr. 31 in de Single Top 100 / Alarmschijf       |
| Freeek!                                                       | 18-03-2002            | 23-03-2002            | 8               | 5            | Nr. 12 in de Single Top 100                                           |
| Shoot the Dog                                                 | 12-08-2002            | -                     |                 |              | Nr. 26 in de Single Top 100                                           |
| Amazing                                                       | 01-03-2004            | 06-03-2004            | 15              | 5            | Nr. 9 in de Single Top 100                                            |
| Flawless (Go to the City)                                     | 28-06-2004            | -                     |                 |              | Nr. 30 in de Single Top 100                                           |
| An Easier Affair                                              | 30-06-2006            | 10-06-2006            | tip5            | -            | Nr. 37 in de Single Top 100                                           |
| This Is Not Real Love                                         | 03-11-2006            | -                     |                 |              | met Mutya Buena / Nr. 32 in de Single Top 100                         |
| December Song (I Dreamed of Christmas)                        | 30-11-2009            | -                     |                 |              | Nr. 18 in de Single Top 100                                           |
| True Faith                                                    | 2011                  | 26-03-2011            | tip15           | -            | Nr. 38 in de Single Top 100                                           |
| White Light                                                   | 2012                  | -                     |                 |              | Nr. 6 in de Single Top 100                                            |
| Careless Whisper                                              | 1984                  | 31-12-2016            | 34              | 1            | Postuum / Re-entry                                                    |
| This is how (We want you to get high)                         | 2019                  | 09-11-2019            | tip30*          |              |                                                                       |

| Single met hitnotering(en) in de Vlaamse Ultratop 50 | Datum van verschijnen | Datum van binnenkomst | Hoogste positie | Aantal weken | Opmerkingen                |
| ---------------------------------------------------- | --------------------- | --------------------- | --------------- | ------------ | -------------------------- |
| Careless whisper                                     | 27-07-1984            | 01-09-1984            | 2 (7wk)         | 14           |                            |
| Do they know it's Christmas ?                        | 03-12-1984            | 22-12-1984            | 1 (4wk)         | 9            | als onderdeel van Band Aid |
| A different corner                                   | 24-03-1986            | 12-04-1986            | 2 (2wk)         | 13           |                            |
| I knew you were waiting (for me)                     | 23-01-1987            | 07-02-1987            | 1 (2wk)         | 13           | met Aretha Franklin        |
| I want your sex                                      | 01-06-1987            | 27-06-1987            | 1 (2wk)         | 11           |                            |
| Faith                                                | 12-10-1987            | 31-10-1987            | 1 (7wk)         | 14           |                            |
| Father figure                                        | 25-01-1988            | 16-01-1988            | 2               | 10           |                            |
| One more try                                         | 11-04-1988            | 30-04-1988            | 3 (2wk)         | 11           |                            |
| Monkey                                               | 03-07-1988            | 23-07-1988            | 5 (2wk)         | 8            |                            |
| Kissing a fool                                       | 21-11-1988            | 03-12-1988            | 10 (2wk)        | 8            |                            |
| Praying for time                                     | 13-08-1990            | 01-09-1990            | 4               | 13           |                            |
| Freedom ! '90                                        | 30-10-1990            | 17-11-1990            | 26 (2wk)        | 6            |                            |
| Heal the pain                                        | 04-02-1991            | 23-02-1991            | 36              | 4            |                            |
| Cowboys and angels                                   | 18-03-1991            | 04-05-1991            | 26              | 7            |                            |
| Don't let the sun go down on me                      | 25-11-1991            | 28-12-1991            | 1 (6wk)         | 17           | met Elton John             |
| Too Funky                                            | 01-06-1992            | 20-06-1992            | 2 (2wk)         | 14           |                            |
| Somebody to love (live)                              | 06-05-1993            | 08-05-1993            | 8 (2wk)         | 13           | met Queen                  |
| Jesus to a child                                     | 02-01-1996            | 20-01-1996            | 3               | 14           |                            |
| Fastlove                                             | 19-04-1996            | 11-05-1996            | 25              | 13           |                            |
| Spinning the wheel E.P.                              | 14-08-1996            | 14-09-1996            | 36              | 2            |                            |
| Star people '97                                      | 24-04-1997            | 17-05-1997            | tip8            | -            |                            |
| You have been loved                                  | 06-10-1997            | 20-09-1997            | tip7            | -            |                            |
| Outside                                              | 26-10-1998            | 24-10-1998            | 20              | 13           |                            |
| As                                                   | 10-12-1998            | 27-03-1999            | 42              | 5            | met Mary J. Blige          |
| If I told you that                                   | 29-05-2000            | 17-06-2000            | 41              | 1            | met Whitney Houston        |
| Freeek !                                             | 18-03-2002            | 30-03-2002            | 21              | 4            |                            |
| Shoot the dog                                        | 12-08-2002            | 17-08-2002            | 46              | 1            |                            |
| Amazing                                              | 01-03-2004            | 13-03-2004            | 23              | 8            |                            |
| Flawless (go to the city)                            | 28-06-2004            | 10-07-2004            | 35              | 3            |                            |
| An easier affair                                     | 30-06-2006            | 08-07-2006            | tip2            | -            |                            |
| This is not real love                                | 03-11-2006            | 25-11-2006            | 41              | 2            | met Mutya                  |
| White light                                          | 02-07-2012            | 25-08-2012            | 50              | 1            |                            |
| Let her down easy                                    | 03-02-2014            | 22-03-2014            | tip25           | -            |                            |
| Fantasy                                              | 08-09-2017            | 16-09-2017            | tip10           | -            | met Nile Rodgers           |
| This is how (we want you to get high)                | 08-11-2019            | 16-11-2019            | tip13           | -            |                            |

### NPO Radio 2 Top 2000
| Nummers met noteringen in de NPO Radio 2 Top 2000 | '99  | '00 | '01  | '02  | '03  | '04  | '05  | '06  | '07  | '08  | '09  | '10  | '11  | '12  | '13  | '14  | '15  | '16  | '17  | '18  | '19  | '20  | '21  | '22  | '23  | '24  |
| ------------------------------------------------- | ---- | --- | ---- | ---- | ---- | ---- | ---- | ---- | ---- | ---- | ---- | ---- | ---- | ---- | ---- | ---- | ---- | ---- | ---- | ---- | ---- | ---- | ---- | ---- | ---- | ---- |
| A Different Corner                                | 460  | 813 | 605  | 717  | 1002 | 873  | 1064 | 826  | 1222 | 931  | 1330 | 1265 | 1216 | 658  | 1045 | 1007 | 1243 | 1354 | 564  | 670  | 628  | 552  | 588  | 576  | 487  | 560  |
| As (met Mary J. Blige)                            | -    | -   | -    | -    | -    | -    | -    | -    | -    | -    | -    | -    | -    | 1553 | 1734 | -    | -    | -    | 1690 | 1356 | 1419 | 1224 | 1390 | 1383 | 1247 | 1300 |
| Careless Whisper                                  | 89   | 275 | 288  | 226  | 517  | 469  | 625  | 425  | 580  | 469  | 545  | 691  | 691  | 546  | 721  | 648  | 710  | 614  | 232  | 204  | 236  | 179  | 160  | 152  | 117  | 114  |
| Cowboys and Angels                                | -    | -   | -    | -    | -    | -    | 1483 | 728  | 767  | 1221 | 962  | 893  | 865  | 936  | 1005 | 967  | 1020 | 1277 | 412  | 522  | 538  | 529  | 572  | 569  | 522  | 517  |
| Don't Let the Sun Go Down on Me (met Elton John)  | 646  | 736 | 880  | 761  | 870  | 1035 | 1383 | 1049 | 1193 | 1065 | 1402 | 1103 | 1233 | 1303 | 1150 | 1347 | 1264 | 1266 | 714  | 425  | 365  | 275  | 288  | 229  | 194  | 308  |
| Faith                                             | -    | 913 | 955  | 1179 | 1836 | 1382 | 1664 | 1258 | 1643 | 1444 | 1359 | 1450 | 1254 | 1208 | 1460 | 1770 | 1966 | 1611 | 648  | 630  | 669  | 573  | 661  | 714  | 665  | 593  |
| Father Figure                                     | -    | -   | -    | -    | -    | -    | -    | -    | 1518 | -    | 1832 | -    | 1700 | 1376 | 1422 | 1267 | 1548 | 1591 | 536  | 626  | 678  | 612  | 563  | 656  | 670  | 823  |
| Freedom '90                                       | -    | -   | -    | -    | -    | -    | -    | -    | -    | -    | 1980 | -    | 1961 | 1579 | 1786 | 1985 | 1860 | -    | 676  | 510  | 716  | 501  | 581  | 644  | 652  | 665  |
| I Can’t Make You Love Me                          | -    | -   | -    | -    | -    | -    | -    | -    | -    | -    | -    | -    | -    | -    | -    | -    | -    | -    | -    | 1831 | 1849 | 1807 | 1908 | 1957 | -    | -    |
| I Knew You Were Waiting (met Aretha Franklin)     | 1360 | -   | 1309 | 1615 | -    | 1844 | 1915 | 772  | 1946 | 1493 | -    | -    | -    | -    | -    | -    | -    | -    | 1944 | 1040 | 1179 | 982  | 1166 | 1318 | 1158 | 1648 |
| Jesus to a Child                                  | -    | -   | -    | -    | 557  | 659  | 807  | 591  | 619  | 663  | 762  | 845  | 799  | 804  | 990  | 1078 | 1155 | 1350 | 317  | 349  | 356  | 291  | 391  | 330  | 344  | 436  |
| Killer / Papa Was a Rollin' Stone                 | -    | -   | -    | -    | -    | -    | -    | -    | -    | -    | -    | -    | -    | -    | -    | -    | -    | -    | -    | -    | 1107 | 988  | 974  | 1014 | 1033 | 1059 |
| Kissing a Fool                                    | -    | -   | -    | -    | -    | -    | -    | -    | -    | -    | -    | -    | -    | -    | -    | -    | -    | -    | -    | -    | 1971 | 1853 | 1999 | 1964 | 1962 | -    |
| Older                                             | -    | -   | -    | -    | -    | -    | -    | -    | -    | -    | -    | -    | -    | -    | -    | -    | -    | -    | -    | -    | -    | -    | -    | -    | -    | 1906 |
| One More Try                                      | -    | -   | -    | -    | -    | -    | -    | -    | -    | -    | -    | -    | -    | -    | -    | -    | -    | -    | -    | -    | -    | 1625 | 1661 | 1673 | 1504 | 1875 |
| Praying for Time                                  | -    | -   | -    | -    | -    | -    | -    | -    | -    | -    | -    | -    | -    | -    | -    | -    | -    | -    | 1105 | 1315 | 1222 | 1130 | 1163 | 1097 | 1017 | 959  |
| Somebody to Love (met Queen)                      | -    | -   | -    | -    | -    | -    | -    | -    | -    | -    | -    | -    | 575  | 847  | 838  | 941  | 517  | 1054 | 135  | 68   | 79   | 60   | 78   | 54   | 47   | 65   |
| You Have Been Loved                               | -    | -   | -    | -    | -    | -    | -    | -    | -    | -    | -    | -    | 1818 | 1989 | 1712 | 1778 | -    | -    | 1463 | 1507 | 1494 | 1489 | 1556 | 1537 | 1555 | 1277 |

1. ↑  Een '-' betekent dat het nummer niet was genoteerd en een vetgedrukt getal geeft de hoogste notering van een nummer aan.

### Dvd's
| Muziek-dvd met eventuele hitnotering(en) in de Nederlandse Muziek Dvd Top 30 | Datum van verschijnen | Datum van binnenkomst | Hoogste positie | Aantal weken | Opmerkingen |
| ---------------------------------------------------------------------------- | --------------------- | --------------------- | --------------- | ------------ | ----------- |
| Ladies and Gentlemen - The Best Of                                           | 2002                  | 13-04-2002            | 5               | 4            |             |
| Twenty Five                                                                  | 2006                  | 25-11-2006            | 3               | 39           |             |
| Live in London                                                               | 2009                  | 12-12-2009            | 2               | 102          |             |
| Symphonica                                                                   | 2014                  | 22-03-2014            | 5               | 2            |             |

| Dvd's met hitnoteringen in de Vlaamse Ultratop muziek-dvd top 10/20 | Datum van verschijnen | Datum van binnenkomst | Hoogste positie | Aantal weken | Opmerkingen |
| ------------------------------------------------------------------- | --------------------- | --------------------- | --------------- | ------------ | ----------- |
| Ladies and Gentleman - The Best Of                                  | 2004                  | 09-10-2004            | 8               | 1            |             |
| Twenty Five                                                         | 2006                  | 25-11-2006            | 2               | 11           |             |
| Live in London                                                      | 2009                  | 12-12-2009            | 2               | 27           |             |